# Documento digitale
Un documento digitale è un documento creato attraverso un'elaborazione elettronica, di qualsiasi contenuto espresso originariamente come testo, immagine o filmato analogico.
Il termine digitale indica che tale rappresentazione è di tipo numerico, ovvero che la grandezza fisica su cui si basa assume valori numerici discreti. Un documento digitale contiene informazione codificata con un linguaggio convenzionale in bit, memorizzata in modo permanente su un determinato tipo di supporto fisico (disco rigido o CD). La documentazione digitale è una rappresentazione astratta e numerica della realtà sensoriale.

## Storia
La prima idea di dare valore giuridico ad un documento in forma elettronica risale al 1978 e fu sviluppata in una ricerca degli anni 1991-1993 in un sistema organico denominato teleamministrazione. La ricerca evidenziò fin dall'inizio che la forma digitale non era fine a sé stessa, ma era strumentale per la gestione telematica delle attività amministrative e quindi per il procedimento telematico e lo sportello unico telematico.
Nel 2010 debutta nella P.A. italiana, in una ASL di Torino, un sistema innovativo, il primo in Piemonte, per la transazione e la conservazione a norma dei referti sanitari digitali. Il progetto patrocinato dal Gruppo Sanpaolo si basava su una innovativa ed ancora sconosciuta tecnologia utilizzante un algoritmo denominato Dipsa (acronimo di digitalizzazione dei processi sanitari ed amministrativi) sviluppato internamente alla struttura sanitaria da un ex dipendente Il progetto è stato premiato a Smart City Torino 2015,  SMAU Milano 2012, Forum P.A. 2013 ed E-Gov 2014.

## Descrizione

### Caratteristiche
Flessibilità
Consente di combinare le parti in modo da integrare in un unico documento qualsiasi tipo di materiale. Ciò che appare ai nostri sensi è sempre passibile di rimaneggiamento.
Simulazione
Consente di instaurare un'esatta corrispondenza tra originale e copia. La simulazione digitale è sempre reversibile e consente ad un documento di essere formalmente manipolato, tagliato e combinato in modi diversi, senza che si perda mai la possibilità di mantenere inalterato l'originale.
Riproducibilità
Consente ad un documento elettronico di sopravvivere nel tempo e di essere conservato. I dati registrati su un supporto elettronico sono però, al tempo stesso, ad alto rischio di cancellazione: per errore dell'utente, per alterazione dello stato magnetico di una traccia. Inoltre vista la giovane età di questo tipo di supporti, non si è ancora in grado di stabilire quale sarà la durata dei materiali di un cd o di un nastro magnetico.
Trasmissibilità
Consiste nel trasmettere i bit che compongono il messaggio dall'emittente al ricevente in modo che la sequenza di arrivo sia simile a quella originaria. È possibile però che durante una trasmissione analogica intervengano interferenze che distorcono o fanno arrivare incompleto il messaggio al ricevente. Per ovviare a questi inconvenienti è possibile attuare il protocollo TCP (Transmission Control Protocol), che su richiesta del mittente spedisce una seconda volta le informazioni, qualora a causa di disturbi della trasmissione, alcuni pacchetti informativi del documento inviato precedentemente non siano arrivati.
Interattività
I documenti digitali non sono indipendenti, ma possono essere collocati all'interno di un sistema ipertestuale aperto verso l'esterno al valore aggiunto portato dai lettori.

### Vantaggi
I vantaggi della digitalizzazione dei documenti consistono in:
- Drastica riduzione dell'ingombro spaziale. Ad esempio il contenuto di grossi archivi può essere trasferito in supporti ottici o magnetici della dimensione di pochi centimetri.
- Maggior velocità nella ricerca/catalogazione e nell'aggiornamento dei dati.
- Possibilità di utilizzo contemporaneo in uno stesso documento di elementi multimediali (immagini, suoni, collegamenti ipertestuali, animazioni)
- Possibilità di trasmissione a distanza in tempo reale con l'utilizzo di Internet.

### Problematiche
I problemi principali legati al documento digitale sono:
- Organizzare un metodo efficace di autenticazione che controlli i problemi di manipolazione e di plagio.
- Memorizzare dati e documenti su supporti diversi o con differenti formati, senza la possibilità di conversione da un formato all'altro.
- Integrare messaggi multimediali in un unico supporto può portare all'information overload, ossia alla sovrabbondanza di messaggi che fa rischiare all'utente di perdersi in un labirinto di informazioni.
- Risolvere i problemi di identità, difficile da mantenere nel flusso. I documenti digitali infatti sono instabili, dinamici, facilmente manipolabili. È difficile quindi garantire i diritti di proprietà intellettuale a un contenuto che non è identificabile con certezza.
- Il rischio del divario digitale: a prescindere dalla capacità di leggere e scrivere infatti, l'accesso all'informazione digitale presuppone non solo la conoscenza e l'esperienza dell'infrastruttura, ma anche la possibilità tecnica ed economica di potervi accedere.
- L'accesso al contenuto di documenti storici: ovvero con quali strumenti informatici si possono gestire i file che sono stati memorizzati usando un software proprietario, che usa un formato di cui non sono mai state fornite pubblicamente le specifiche.
- Infine si pone il problema della validità dei documenti in sede processuale: ovvero come garantire che una copia di un documento digitale opportunamente firmato possa essere riconosciuta (o disconosciuta) come copia conforme e quindi costituire una prova.[3][4][5] Questo caratteristica è denominata "non ripudiabilità".